# Furna das Cabras
A Furna das Cabras é uma gruta portuguesa localizada na freguesia do Capelo concelho da Horta, ilha do Faial, arquipélago dos Açores.
Esta formação geológica apresenta uma geomorfologia do Tubo de lava em campo de lava.